# Mistrzostwa Panamerykańskie w Zapasach 2015
Mistrzostwa rozegrano od 22 do 27 kwietnia 2015 roku w mieście Santiago de Chile.

## Tabela medalowa
|     | Państwo    |    |    |    | Razem: |
| --- | ---------- | -- | -- | -- | ------ |
| 1.  | USA        | 11 | 5  | 2  | 18     |
| 2.  | Kuba       | 9  | 3  | 4  | 16     |
| 3.  | Kanada     | 2  | 4  | 7  | 13     |
| 4.  | Kolumbia   | 1  | 2  | 5  | 8      |
| 5.  | Brazylia   | 1  | 1  | 3  | 5      |
| 6.  | Wenezuela  | 0  | 4  | 9  | 13     |
| 7.  | Ekwador    | 0  | 2  | 1  | 3      |
| 8   | Argentyna  | 0  | 1  | 3  | 4      |
| 9.  | Meksyk     | 0  | 1  | 2  | 3      |
| 10. | Dominikana | 0  | 1  | 1  | 2      |
| 11. | Peru       | 0  | 0  | 4  | 4      |
| 12  | Portoryko  | 0  | 0  | 1  | 1      |
| .   | Chile      | 0  | 0  | 1  | 1      |
| .   | Gwatemala  | 0  | 0  | 1  | 1      |
|     | razem:     | 24 | 24 | 44 | 92     |

## Wyniki

### W stylu klasycznym
| Waga   | złoty                   | srebrny            | brązowy           | brązowy                |
| ------ | ----------------------- | ------------------ | ----------------- | ---------------------- |
| 59 kg  | Maikel Anache Lamoth    | Spenser Mango      | Juan Carlos López | Jansel Ramírez         |
| 66 kg  | Miguel Martínez         | Jaír Cuero Muñoz   | Wuileixis Rivas   | Mario Molina           |
| 71 kg  | Pat Smith               | José Oliveros      | Gil Leon Silva    | ----                   |
| 75 kg  | Julio Bastida           | Juan Ángel Escobar | Carlos Muñoz      | Maximiliano Prudenzano |
| 80 kg  | Josef Patrick Rau       | Víctor Montero     | Luis Rivera       | José Escobar           |
| 85 kg  | Gilberto Piquet Herrera | Gabriel Dean       | Querys Pérez      | Alfonso Leyva          |
| 98 kg  | Reinier Monteagudo      | Davi Albino        | Luillys Pérez     | Caylor Williams        |
| 130 kg | Robert Smith            | Ramón García       | Luciano Del Rio   | Yasmani Acosta         |

### W stylu wolnym
| Waga   | złoty                | srebrny                  | brązowy            | brązowy          |
| ------ | -------------------- | ------------------------ | ------------------ | ---------------- |
| 57 kg  | Alfredo Cisneros     | Zachary Sandres          | Steven Takahashi   | Jefferson Mayea  |
| 61 kg  | Andrew Hochstrasser  | Wilmar Hernández         | Vincent De Marinis | César Osorio     |
| 65 kg  | Jason Chamberlain    | Wilfredo Henríquez       | Marvin Miranda     | Lázaro Carbonell |
| 70 kg  | Dustin Schlatter     | Ahmed Shamiya            | Esteban Sánchez    | ----             |
| 74 kg  | Tyler Caldwell       | Jevon Balfour            | Luis Quintana      | Eduardo Gajardo  |
| 86 kg  | Yurieski Torreblanca | Chris Perry              | Pool Ambrocio      | Matthew Miller   |
| 97 kg  | Dustin Kilgore       | Abraham de Jesús Conyedo | Arjun Gill         | Yuri Maier       |
| 125 kg | Zachery Rey          | Andrés Ramos             | Luis Vivenes       | Korey Jarvis     |

- Zdobywca srebrnego medalu w kategorii 65 kg Abel Herrera z Peru został zdyskwalifikowany za doping
- Zdobywca brązowego medalu w kategorii 97 kg Juan Bittencourt z Brazylii został zdyskwalifikowany za doping[1]

### W stylu wolnym kobiet
| Waga  | złoty              | srebrny              | brązowy             | brązowy                 |
| ----- | ------------------ | -------------------- | ------------------- | ----------------------- |
| 48 kg | Genevieve Morrison | Katiuska Toaza       | Sehilyn Oliveiros   | Thalía Mallqui          |
| 53 kg | Sayury Cañon       | Carlene Sluberski    | Betzabeth Arguello  | Giullia Rodrigues       |
| 55 kg | Sarah Hildebrandt  | Luisa Valverde       | Brittanee Laverdure | ----                    |
| 58 kg | Joice da Silva     | Jasmine Barker       | Janet Sobero        | Yaquelin Estornell      |
| 60 kg | Jennifer Page      | Mirna Henríquez      | Indira Moores       | ----                    |
| 63 kg | Katerina Vidiaux   | Breanne Leigh Graham | Nathaly Grimán      | Amanda Hendey           |
| 69 kg | Yudaris Sánchez    | Luz Clara Vázquez    | Dayanara Rivera     | María Acosta            |
| 75 kg | Justina Di Stasio  | Lisset Hechavarría   | Andrea Olaya        | Aline da Silva Ferreira |